# Türkischer Roter Halbmond
Der Türkische Rote Halbmond (türkisch Türkiye Kızılay Derneği) ist die größte Hilfsorganisation der Türkei und als nationale Rothalbmond-Gesellschaft der Türkei Teil der Internationalen Rotkreuz- und Rothalbmond-Bewegung.
Die Organisation wurde im Osmanischen Reich am 11. Juni 1868 gegründet. Der erste Präsident der Organisation war der griechischstämmige Marko Pascha.

## Organisation

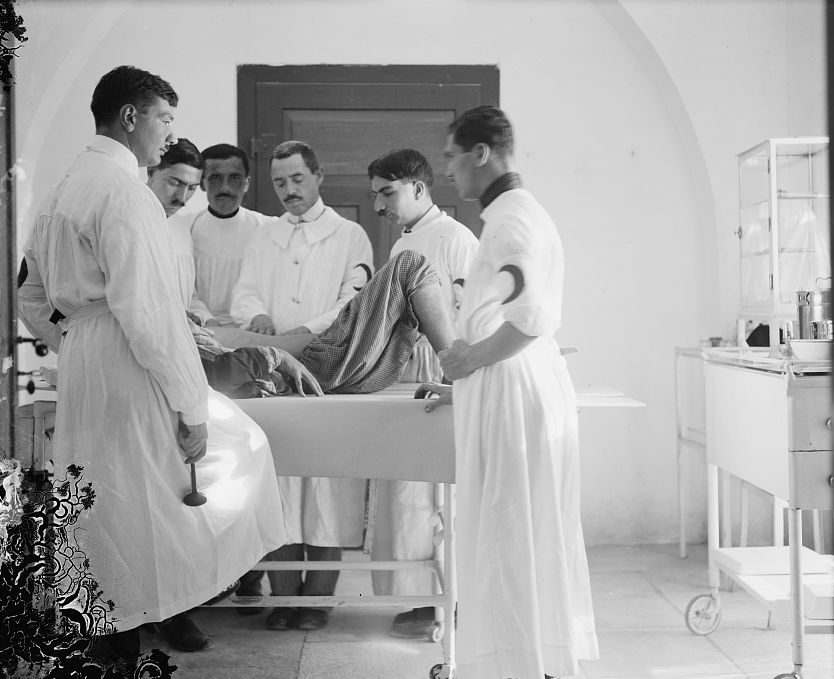
Ärzte des Hilal-i Ahmer versorgen einen Verwundeten des Ersten Weltkrieges in Jerusalem

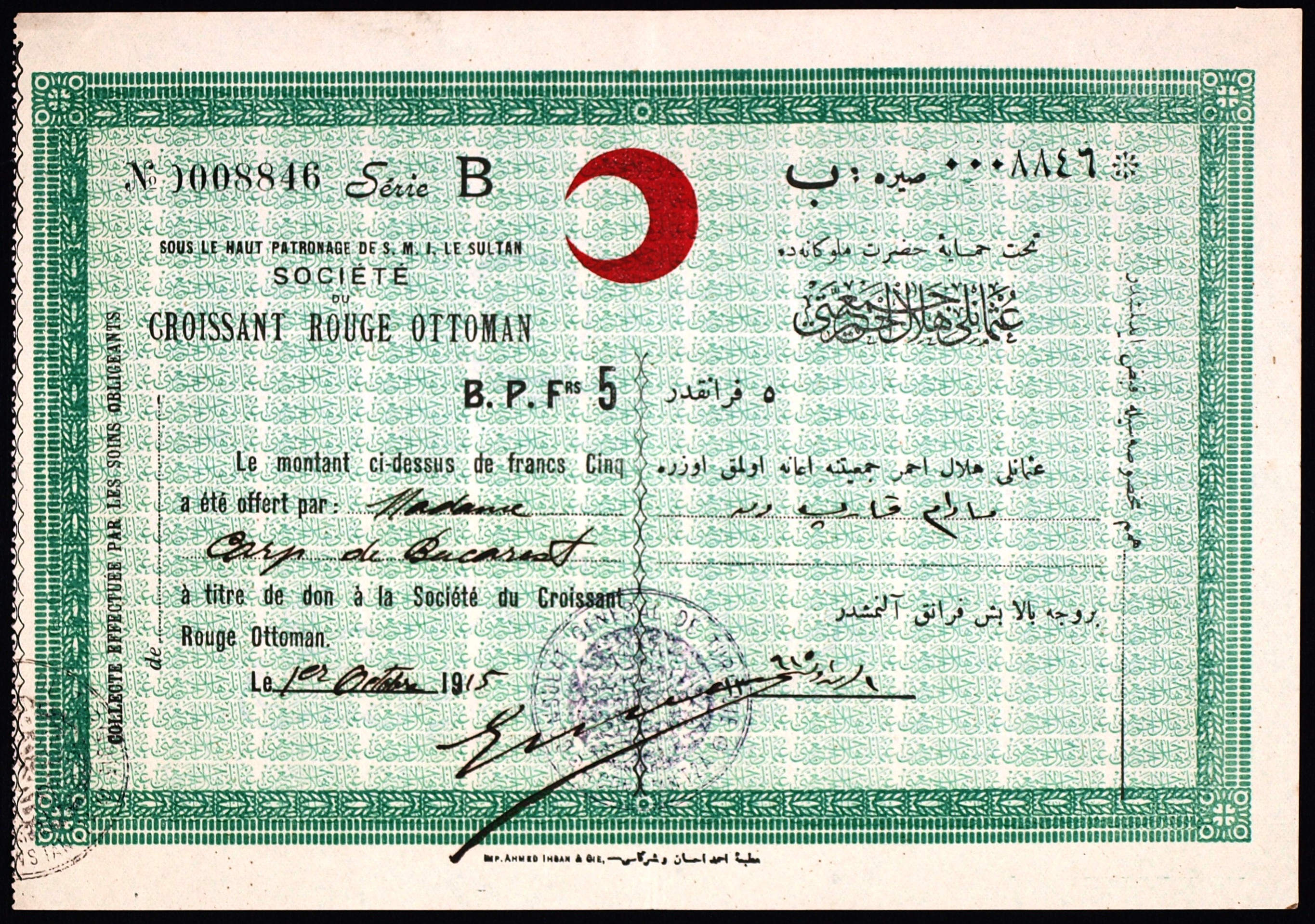
Spendenbescheinigung des Türkischen Roten Halbmond vom 1. Oktober 1915

### Geschichte
Die Organisation wurde 1868 unter dem Namen „Osmanische Hilfsorganisation für verwundete und kranke Soldaten“ (Osmanlı Yaralı ve Hasta Askerlere Yardım Cemiyeti) gegründet. Es folgten einige Umbenennungen: Im Jahre 1877 „Osmanische Organisation des Roten Halbmonds“ (Osmanlı Hilal-i Ahmer Cemiyeti); 1923 „Organisation des Roten Halbmonds der Türkei“ (Türkiye Hilal-i Ahmer Cemiyeti); 1935 Türkiye Kızılay Cemiyeti. Im Jahre 1947 erhielt die Organisation ihren heutigen Namen.

### Organisationsstruktur
Geführt wird die Organisation durch einen elfköpfigen Vorstand (Yönetim Kurulu). Der gegenwärtige Vorstandsvorsitzende heißt Tekin Küçükali. Ferner existieren ein Aufsichtsrat (Denetim Kurulu) ein Generaldirektorat (Genel Müdürlük) und Gremien für Frauen und Jugendliche. Die Zentrale der Organisation befindet sich in Ankara. In der gesamten Türkei verfügt die Organisation über mehr als 650 Zweigstellen. Höchstes Organ des Roten Halbmondes ist die Generalversammlung (Genel Kongre), die sich aus Delegierten der Zweigstellen und den Führungsorganen zusammensetzt. Die Generalversammlung tagt jährlich im April und diese findet in Ankara statt. 2016 wurde Kerem Kınık zum Vorsitzenden gewählt, zuvor mussten 617 von 750 Ortsgruppen schließen, andere wurden unter Zwangsaufsicht gestellt.

### Ziele
Die Organisation definiert ihre Aufgabe mit folgenden Worten:
Turkish Red Crescent Society is a humanitarian organisation that provides relief to the vulnerable and those in need by mobilising the power and resources of the community to protect human dignity anytime, anywhere, under any conditions and support the enhancement of the community’s capacity to cope with disasters.
Die sieben Grundsätze der Organisation wurden von der XX. Internationalen Rotkreuzkonferenz 1965 in Wien festgelegt: Humanität, Unparteilichkeit, Neutralität, Unabhängigkeit, Freiwilligkeit, Einheit und Universalität.

### Aktivitäten und Finanzierung
Die Organisation ist verantwortlich für Katastrophenhilfe, Organisation des Blutspendendienstes, Rehabilitationsmaßnahmen, Gesundheitserziehung und Aufklärung. Ferner gewährt die Organisation Stipendien. Die Organisation erhält keine staatliche Unterstützung und finanziert sich durch Spenden, Mitgliedsbeiträge, Wohltätigkeitsveranstaltungen und den Verkauf von Sondermarken usw.

### Kritik
Im Jahr 2020 berichtete die Berliner Zeitung über die Weitergabe von Spendengeldern an die Ensar-Stiftung.
Der TRH erhielt Kritik für sein Vorgehen bei der Erdbeben in der Türkei und Syrien 2023. Bei dieser Katastrophe wurde der TRH beschuldigt, Zelte für Erdbebenopfer nicht an eine andere Hilfsorganisation gespendet, sondern verkauft zu haben. Laut Berichten verkaufte der TRH 2050 Zelte an die Hilfsorganisation „Ahbap“ für knapp 2,3 Millionen Euro. Dies löste eine Welle der Kritik aus, da viele Menschen der Meinung waren, dass der TRH als humanitäre Organisation die Zelte kostenlos an die Bedürftigen hätte abgeben sollen. Auch Lebensmittelkonserven wurden vom TRH an Ahbap verkauft, wie deren Vorsitzende mitteilte. Ebenso wurde bekannt, dass der TRH Zelte in geringerem Umfang an die Apothekenkammer verkaufte. Die stellvertretende Vorsitzende der pro-kurdischen HDP, Pervin Buldan warf der Organisation zusätzlich vor auch Blutspenden verkauft zu haben. Der Leiter des türkischen Halbmonds, Kerem Kınık, im Kurzbotschaftendienst Twitter, dass die Tochterorganisation „Kızılay Çadır“ (übersetzt: Roter Halbmond Zelte), die Zelte zum Selbstkostenpreis zur Verfügung gestellt habe.
Die Entscheidung des TRH wurde auch von anderen Hilfsorganisationen und der Öffentlichkeit kritisiert, die das Vorgehen als inakzeptabel und unethisch bezeichneten. Einige Kritiker haben auch die Transparenz der Organisation in Frage gestellt und gefordert, dass der TRH seine Geschäftspraktiken offenlegt. Tekin Kücükali, ehemaliger Generaldirektor des Türkischen Halbmondes, kritisierte die Organisationsstruktur des TRH im TV-Kanal TV100. Demnach soll der TRH zwölf Firmen besitzen und wie eine Holding fungieren. Statt der ehemals leitenden elf leitenden Personen gäbe es nun 82 Leitungspersonen mit einem monatlichen Gehalt von jeweils 300.000 TL.
Das Deutsche Rote Kreuz versicherte in einer Stellungnahme, dass alle gesammelten Gelder und Hilfsgüter aus Deutschland für die Erdbebenopfer durch den TRH für humanitäre Zwecke gespendet und nicht verkauft würden. Die Angaben des TRH seien jedoch nicht überprüft worden, wie die Frankfurter Rundschau berichtete. Der Politikwissenschaftler Prof. Burak Copur nannte die Stellungnahme des DRK einen „politischen Skandal“.